# Martin Schempp
Martin Schempp (23 mars 1905 - 9 juillet 1984) est un pilote de planeur et fondateur de Schempp-Hirth, un important fabricant de planeurs.

## Premières années
Martin Schempp est né à Stuttgart. Après avoir terminé ses études commerciales, il a aidé dans l'entreprise artisanale de son père. En 1926, à l'âge de 21 ans, il émigra aux États-Unis dans l'espoir d'y trouver de meilleures conditions de travail. Après avoir occupé divers petits boulots, il trouva finalement un emploi comme technicien de laboratoire chimique dans une aciérie. Une conférence de Charles Lindbergh sur sa traversée de l'Atlantique l'inspira tellement qu'il retourna en Allemagne en 1928 pour y apprendre à voler. Après avoir terminé sa formation de base en vol à voile, il acquit sa licence de pilote d'avion motorisé à la société Klemm à Böblingen. C'est à cette époque qu'il rencontra Wolf Hirth, avec qui il nouera une amitié étroite et durable.
Martin Schempp retourna aux États-Unis en 1929 pour y concevoir des planeurs allemands sous licence chez Haller-Hirth Sailplanes et pour officier en tant qu'instructeur de vol à voile à la Haller School Of Soaring Flight à Pittsburgh (aéroport de Greensburg). Des vols spectaculaires avec un certain nombre d'amerrissages forcés involontaires le firent connaître aux États-Unis. Après ses succès aux 2ème National Soaring Championship à Elmira, New York (qui est l'équivalent américain de la Wasserkuppe, la Mecque allemande du vol à voile) en 1931, il parcourut une distance de 63,7 miles et atteignit une altitude de 5 370 pieds dans cette compétition l'année suivante. Il remporta la deuxième place dans la compétition de distance et la première place dans la compétition d'altitude. Sur la base de ces succès, il obtint le badge C en argent n°8 (mondial). Il s'installa en Californie à la fin de 1932, où il travailla avec Hawley Bowlus sur son planeur haute performance, le Bowlus 1-S-2100 Super Albatros.
En 1934, estimant que ses perspectives professionnelles aux États-Unis étaient trop incertaines, Martin Schempp accepta une offre de Wolf Hirth, alors directeur de l'école de vol à voile sur le Hornberg, de l'engager comme moniteur de vol à voile. Avec l'aide de Wolf Hirth, Martin Schempp ouvrit à Göppingen sa propre entreprise en 1935 : la Sportflugzeugbau Göppingen Martin Schempp. Martin Schempp s'est avéré être un chef de production habile et avisé, qui réussira pendant des décennies à travailler avec ses employés pour construire à peu de frais des planeurs de haute qualité. Le Gö 1 Wolf et le Gö 3 Minimoa devinrent des planeurs de renommée mondiale. En 1938, Wolf Hirth, principalement responsable des travaux de conception, devint officiellement associé de l'entreprise, qui prend alors le nouveau nom de « Sportflugzeugbau Schempp-Hirth ». L'entreprise déménagea à Kirchheim-Teck la même année. En 1939, la liste des clients comprenait des clients de tous les continents sauf l'Australie. Le Göppingen Gö 3 Minimoa, construit à 110 exemplaires, est toujours considéré comme l'un des plus beaux planeurs de l'ère du bois (un exemplaire est acquis par Lewin Barringer qui effectue probablement le premier vol en soaring aux États-Unis). En 1939, Wolf Hirth ouvre sa propre entreprise à Nabern, qui collabore étroitement avec Schempp-Hirth pendant la guerre. En plus des planeurs pour la formation des pilotes, les deux sociétés fournirent le biplace Gö IV (conçu par Wolfgang Hütter (de) ) ; le Habicht, un planeur de voltige, et des sous-ensembles en bois pour Messerschmitt, le Me-321/323 Gigant et le chasseur Me-109.

## Après la guerre
Aux yeux des Américains, Martin Schempp avait une si grande intégrité humaine et une telle reconnaissance qu'ils l'ont nommé maire par intérim de Kirchheim unter Teck après la guerre - malgré le fardeau formel de l'avoir à la tête d'une usine de production de produits militaires. Il a été relevé par un maire élu en 1945 et a de nouveau consacré tout son temps à l'usine, maintenant pour fabriquer des meubles et des articles ménagers qui étaient devenu de première nécessité, en utilisant des matériaux d'aviation économisés jusqu'à la fin de la guerre.
Lorsque les planeurs ont été autorisés à voler à nouveau en Allemagne en 1951, il a cédé le marché des planeurs à Wolf Hirth. Ce n'est qu'après la mort de Wolf Hirths en 1959 que Schempp-Hirth s'est de plus en plus impliqué dans la construction de planeurs, en plus de la construction d'avions motorisés entreprise avec la consultation et l'assistance de Wolf Hirths. Martin Schempp a acquis la licence pour construire le meilleur planeur de classe standard de son temps, le Schempp-Hirth Standard Austria (en) , et l'a mis en production en série. Martin Schempp s'est vite rendu compte que l'avenir appartiendrait aux planeurs composites, et il s'est donc assuré l'aide de Klaus Holighaus (en). Le premier travail de Klaus Holinghaus pour Schempp-Hirth fut d'augmenter l'envergure du Standard Austria pour produire le Schempp-Hirth SHK (en) avec des ailes de 17 m. À son arrivée à Kirchheim, Klaus Holighaus a concrétisé ses idées sous la forme d'un planeur composite pour l'Open Class, le Cirrus. Martin Schempp lui a laissé carte blanche dans ce domaine, que Klaus Holighaus a utilisé pour produire les succès (importants) des Cirrus, Nimbus, Standard Cirrus et Janus.
Après avoir cédé la direction de l'usine en 1969 et le contrôle de l'entreprise en 1972, Martin Schempp a entièrement transféré la société Schempp-Hirth à Klaus Holighaus en 1977 et s'est retiré après 42 ans à façonner, diriger et accompagner activement sa fortune - toujours en suivant sa croissance et ses succès avec beaucoup d'intérêt et d'implication.
Martin Schempp est décédé des suites d'une longue maladie le 9 juillet 1984.